# Rigging

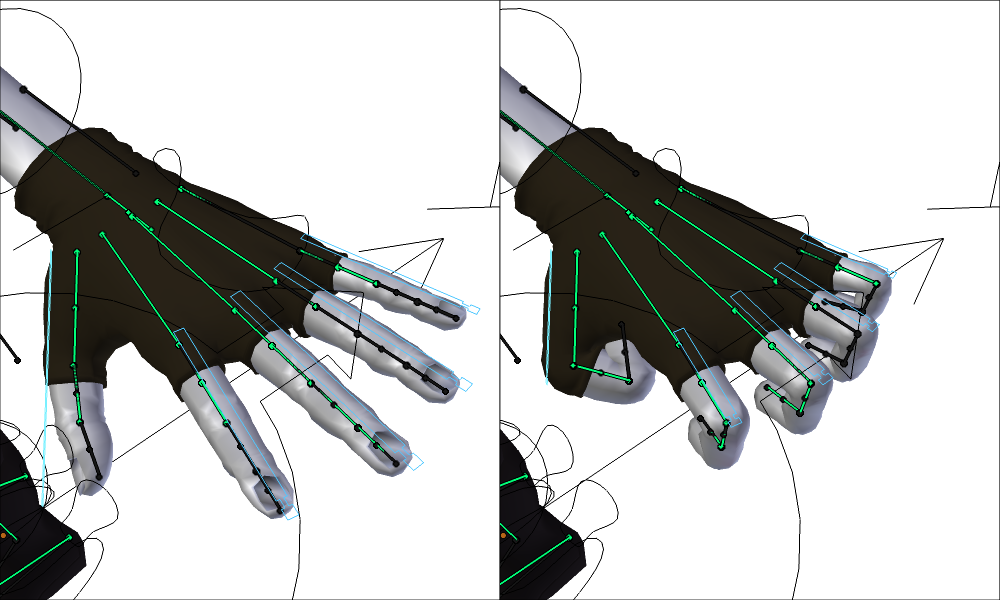
Exemple de en d'une main: les os sont en vert et commandent la déformation de la peau (en gris) pour plier les doigts.

Le squelettage ou rigging est un procédé en synthèse d'images 3D qui dote un objet à animer d'un squelette profond[Quoi ?] mobile qui déformera son maillage de surface (mesh). Il s'agit pour le modélisateur et l'animateur de choisir les endroits où seront placés les axes de rotations, afin de permettre les mouvements désirés (bielle de locomotive à vapeur, pistons d'un moteur à combustion interne, rotules et coudes d'un personnage, etc.). Pour les personnages, la contraction des muscles et l'affleurement des os à la surface de la peau lors des mouvements dépendent entièrement du choix des axes de rotation et de l'amplitude que l'on leur accorde lors du rigging. La facilité d'animer un objet en 3D dépend donc principalement de la qualité de son rigging.

## Fonctionnement

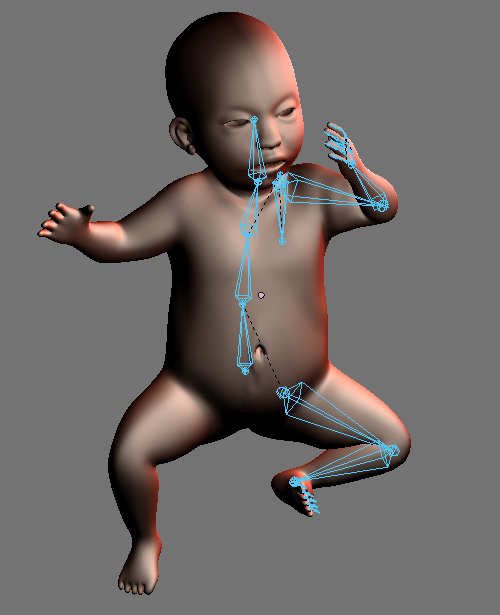
Exemple de squelette d'un personnage dans Blender.

L'objet à animer est représenté en deux parties : la surface de l'objet appelée mesh (maillage) et un ensemble hiérarchisé d'os interconnectés appelé squelette ou rig. Chaque os a une transformation tridimensionnelle (rotation, homothétie et translation) et éventuellement un os parent, formant un ensemble hiérarchisé où la transformation complète d'un os enfant est le produit de la transformation des os parents et de la sienne propre. Ainsi lorsque le fémur bouge, la jambe et le pied suivent le mouvement. Quand un objet est animé, ses os changent de transformation au cours du temps, sous le contrôle de l'animateur. Un squelette est composé de cinématique directe (en) et inverse qui interagissent entre elles. L'animation squelettique travaille les parties en cinématique directe du squelette, où une configuration donnée des os correspond à une pose unique.
Un processus de maillage (skinning) associe chaque os du squelette à une portion de la peau de l'objet à animer, cependant une portion donnée de la peau peut être associée à plusieurs os, selon une pondération précise.